# Khawkinea aquaeimpurae
Khawkinea aquaeimpurae, secondo una classificazione filogenetica (Skvortzov & Noda) è una specie del supergruppo Excavata appartenente alla famiglia Astasiaceae.

## Caratteristiche
Khawkinea aquaeimpurae vive esclusivamente in acqua dolce, ed è stata scoperta da Skvortzov & Noda, nel 1975, in alcuni stagni in Giappone.
Come suggerisce il nome, le acque stagnanti erano putride ed inquinate, ricche di organismi in decomposizione.

## Classificazioni alternative
Una classificazione ormai obsoleta inserisce questo genere nel genere Astasia, famiglia delle Astasiacee, sottordine Rhabdomonadina, ordine Natomonadida, sottoclasse Anisonemia, classe Peranemea, superclasse Spirocuta, infraphylum Dipilida, subphylum Euglenoida, phylum Euglenozoa, sottoregno Eozoa, Regno Protozoa, finché non si è scoperto che tali gruppi sono parafiletici..